# 牧野貞幹
牧野 貞幹（まきの さだもと）は、常陸笠間藩の第4代藩主。成貞系牧野家7代。
天明7年（1787年）1月16日、第3代藩主・牧野貞喜の次男として生まれる。長兄の貞為が享和3年（1803年）2月に早世したため、5月21日に世子に指名された。文化元年（1804年）12月16日に兵部少輔に任官され、文化11年（1814年）2月12日に左京亮に遷任された。
文化14年（1817年）10月21日、父が足病を理由に隠居したため家督を継ぎ、従五位下・越中守に叙位・任官する。文政11年（1828年）8月18日に死去した。享年42。跡を子の貞一が継いだ。

## 系譜
父母
- 牧野貞喜（父）
- 間宮氏 - 側室（母）

正室、継室
- 浜 - 戸田光行の娘（正室）
- 昭 - 池田治道の娘（継室）

側室
- 糸女

子女
- 牧野廉次郎
- 牧野貞一（次男） 生母は昭
- 牧野康哉（三男）
- 松平忠粛（四男）
- 牧野貞観
- 牧野貞勝（八男あるいは五男もしくは六男） 生母は糸女
- 山野辺義観室
- 森忠徳正室
- 関長道正室
- 鈴木寧政室
- 京極高富室